# Ісодам
Ісодам(грец. Ισόδαμο) — тиран міста Сікіон з 597 до 596 року до н. е. Походив з династії Орфагоридів. Правив після Мирона II.

## Життєпис
Народився у Сікіоні у родині Аристоніма, володаря Сікіона, та доньки Орфагора.  Після смерті батька почав правити брат Ісодама — Мирон II. В цьому не був зацікавлений інший їх брат — Клісфен. Останній намовив Ісодама вбити Мирона, розповівши тому про інтимний зв'язок між Мироном II та дружиною Ісодама.
Тому Ісодам спричинив заколот, під час якого у 597 році до н. е. Мирона II було вбито (немає відомостей особисто Ісодам це зчинив або комусь наказав).
Після цього Ісодам став правителем Сікіона. Проте він виявився нездатним до державних справ. Клісфен його легко умовив зробити себе співволодарем, а потім на 1 рік поїхати з міста, щоб очиститися від вбивства брата. Ісодам вирушив до тирана Періандра у Коринф, залишивши на час своєї відсутності керівником Сікіона Клісфена. Після цього Клісфен змовився з найвпливовішими громадянами міста, щоб відібрати владу у Ісократа. Тому, коли останній повернувся до міста, його не впустили, вказуючи на те, що Ісократ має бажання незаконно й несправедливо відсторонити Клісфена від спільно керування Сікіоном. Після цього, мабуть, Ісодам повернувся до Коринфа, з володарем якого мав гарні стосунки. Коли, де і як помер Ісодам не відомо.